# Бок, Федор фон
Мориц Альбрехт Франц Фридрих Федор фон Бок (нем. Moritz Albrecht Franz Friedrich Fedor von Bock; 3 декабря 1880, Кюстрин, Пруссия — 4 мая 1945, Ольденбург, Шлезвиг-Гольштейн) — немецкий военачальник, генерал-фельдмаршал. Командующий группы армий «Центр» во время вторжения в СССР. Командовал наступлением на Москву осенью 1941 года.

## Биография

### Ранние годы
Родился в Кюстрине (ныне Польша) в семье офицера Морица фон Бока и его жены Ольги (урождённой фон Фалькенхайн), которая имела немецкие и русские корни (отсюда русское имя Федор), сестры Эриха фон Фалькенхайна (в будущем — германского военного министра и шефа Генерального штаба). Двоюродный брат Ф. фон Бока служил морским атташе императорского русского правительства в Берлине. Род фон Боков делился на собственно прусскую и прибалтийскую ветви; представители последней принадлежали к российской аристократии.
В 1898 году, после получения кадетского образования, назначен, в чине лейтенанта, в 5-й пехотный гвардейский полк.
В 1904 году фон Бок стал батальонным адъютантом, в 1906 году — полковым.
С 1910 по 1912 год фон Бок был откомандирован в Академию Генерального штаба, после окончания которой в звании капитана направлен в распоряжение Генерального штаба.
В 1913 году назначен главным интендантом гвардейского корпуса.

### Первая мировая война
С сентября 1914 года капитан фон Бок исполнял обязанности начальника оперативного отдела штаба гвардейского корпуса. Уже в сентябре 1914 года награждён Железным крестом 2-го класса, а в октябре 1914 года — Железным крестом 1-го класса. В мае 1915 года переведён в штаб 11-й армии. С августа 1916 по март 1917 года — начальник оперативного отдела штаба дивизии. В декабре 1916 года произведён в майоры. Затем — на штабных должностях в гвардейском корпусе и группе армий Кронпринца Германского. Награждён, помимо Железных крестов, ещё десятью германскими, австро-венгерскими и болгарским орденами. В апреле 1918 года за заслуги в ходе немецкого наступления в Пикардии фон Бок был награждён главным прусским орденом «Pour le Mérite».

### Интербеллум
В Веймарской республике, несмотря на сокращение немецкой армии по Версальскому договору, фон Бок был оставлен в рейхсвере. Служил на различных штабных должностях, вплоть до начальника штаба округа, затем командиром пехотного батальона. В звании полковника повышается до командира пехотного полка.
В 1929 году произведён в звание генерал-майора, назначен командиром кавалерийской дивизии. В 1931—1935 годах, продолжая командовать дивизией, по совместительству командует Штеттинским военным округом. Получает звание генерала пехоты.
С 1933 года, после прихода к власти нацистов, сохранял нейтралитет в отношении нового режима. В 1935 году фон Бок назначается командующим 3-й армейской группой. В 1936 году женится, рождается дочь. 12 марта 1938 года в ходе Аншлюса командовал 8-й армией, после чего получил звание генерал-полковника.

### Вторая мировая война
Во время германского вторжения в Польшу в 1939 году фон Бок командовал группой армий «Север». Фон Бок поощрял жестокие меры в отношении гражданского населения. Так, в приказе по группе армий «Север» 10 сентября 1939 года фон Бок предписывал: «Если ведётся огонь из деревни за линией фронта и нет возможности точно установить, из какого дома стреляют, следует сжечь всю деревню» . 30 сентября 1939 года награждён Рыцарским крестом (№ 1).
В 1940 году командовал группой армий «Б», которая с началом немецкого наступления на Запад оккупировала Нидерланды и Бельгию. 14 июня 1940 года после оккупации Парижа фон Бок принял парад вермахта у Триумфальной Арки. 19 июля 1940 года произведён в звание генерал-фельдмаршал.

### Вторжение в СССР
Во время вторжения в СССР фон Бок получил командование группой армий «Центр», основной задачей которой был захват Москвы. В подчинении у него были самые мощные танковые группы Гота и Гудериана.
Был сторонником достойного обращения с населением оккупированных территорий, так как считал, что в противном случае произойдёт «падение дисциплины в войсках», хотя и считал славянские народы «некультурными». Из дневниковых записей фон Бока следует, что перед нападением на СССР он считал советскую армию несерьёзным противником. В этом отношении у него не было никаких противоречий ни с Гитлером, ни с Гиммлером. Хеннинг фон Тресков (муж его двоюродной сестры, дочери генерала Эриха фон Фалькенхайна) обратился к фон Боку с предложением принять участие в покушении на Гитлера, однако тот это предложение отклонил.
В декабре 1941 года фон Бок открыто критически высказался о положении на фронте, что вызвало явное неудовольствие Гитлера. За провал наступления на Москву и последующий зимний кризис Гитлер возлагал ответственность на генералитет в целом, и на фон Бока в частности.
19 декабря 1941 года на основании провальной зимней кампании и отступления немецких войск под Москвой он был отстранён от должности командующего группой армий «Центр» с официальной формулировкой — отпуск «по состоянию здоровья».
18 января 1942 года после внезапной смерти Вальтера фон Рейхенау был назначен командующим группы армий «Юг».
В июле 1942 года произошли новые серьёзные разногласия с Гитлером. Фон Бок критиковал раздробление группы армий «Юг» на сталинградское и кавказское направления во время летнего наступления. 15 июля 1942 года он был отстранён от командования группой армий «Юг» с официальной формулировкой «по болезни» и отправлен в резерв фюрера.

### После смещения
Федор фон Бок тяжело переживал свою отставку и вынужденное бездействие. В 1942 — марте 1945 года он жил в своём имении Гродткен в Пруссии. Критически отзывался о стратегии ведения войны германским военно-политическим руководством, стремившимся навязать противнику решающее сражение, не имея сформированных резервов. Указывал, что готовящаяся операция «Цитадель» может стать повторением сражения у Вердена, обескровившего германскую армию в 1916 году.
В апреле 1945 года вместе с фельдмаршалом Манштейном провёл ряд встреч с Карлом Дёницем, пытаясь добиться передачи власти в руки военных и немедленного осуществления политических решений, способных смягчить катастрофические последствия поражения в войне. 3 мая 1945 года машина, в которой фон Бок ехал с женой, попала под обстрел английского самолёта на Кильском шоссе. На следующий день Федор фон Бок умер в госпитале от полученных ран.

## Личность, цитаты, характеристики
Федор фон Бок был образцом хорошего прусского офицера старой школы: скромный, любезный, — без монокля, — и лишённый той надменности, которая нам, немцам, воспитанным в России, была столь неприятна.— Вильфрид Штрик-Штрикфельдт.

## Карьера
- 15 марта 1898 года — лейтенант
- 10 сентября 1908 года — обер-лейтенант
- 22 марта 1912 года — капитан
- 30 декабря 1916 года — майор
- 18 декабря 1920 года — подполковник
- 1 мая 1925 года — полковник
- 1 февраля 1929 года — генерал-майор
- 1 февраля 1931 года — генерал-лейтенант
- 1 марта 1935 года — генерал пехоты
- 15 марта 1938 года — генерал-полковник
- 19 июля 1940 года — генерал-фельдмаршал

## Награды
- Орден Короны 4-го класса (13 сентября 1911) (Пруссия)
- Железный крест 2-го класса (19 сентября 1914) (Пруссия)
- Железный крест 1-го класса (30 октября 1914) (Пруссия)
- Почётный крест королевского ордена Дома Гогенцоллернов 3-го класса с мечами (октябрь 1914) (Пруссия)
- Крест «За военные заслуги» 3-го класса с военным отличием (24 июня 1915) (Австро-Венгрия)
- Рыцарский крест королевского ордена Дома Гогенцоллернов с мечами (25 октября 1916) (Пруссия)
- Орден Железной короны 3-й степени с мечами (9 февраля 1917) (Австро-Венгрия)
- Крест «За военные заслуги»[нем.] 2-го класса (3 августа 1917) (Мекленбург-Шверин)
- Гамбургский Ганзейский крест (19 сентября 1917)
- Орден Церингенского льва 3-го класса с мечами (10 января 1918) (Баден)
- Рыцарский крест ордена Вюртембергской короны с мечами (25 января 1918) (Вюртемберг)
- Бременский Ганзейский крест (30 января 1918)
- Орден «Pour le Mérite» (1 апреля 1918) (Пруссия)
- Офицерский крест ордена «За военные заслуги» (2 августа 1918) (Болгария)
- Силезский орёл[8] (5 апреля 1921)
- Почётный крест ветерана войны (14 декабря 1934)
- Медаль «В память 13 марта 1938 года» (21 ноября 1938)
- Орден Югославской короны 1-й степени (1 июня 1939) (Югославия)
- Пряжка к Железному кресту 2-го и 1-го класса (22 сентября 1939)
- Рыцарский крест Железного креста (30 сентября 1939)
- Большой крест ордена Короны Италии (27 августа 1940) (Италия)
- Орден Михая Храброго (Румыния)
  - 3-го класса (29 июля 1942)
  - 2-го класса (29 июля 1942)
  - 1-го класса (1 декабря 1942)
- Большой крест Ордена заслуг с мечами (27 ноября 1942) (Венгрия)
- 4 раза упоминался в «Вермахтберихте» (7 августа 1941, 19 сентября 1941, 18 октября 1941, 30 мая 1942)